# Karl Ridderbusch
Karl Ridderbusch (Recklinghausen, 29 maggio 1932 – Wels, 21 giugno 1997) è stato un basso tedesco.

## Biografia
Karl Ridderbusch nacque a Recklinghausen, in Germania, e venne scoperto dal tenore Rudolf Schock. Dopo aver studiato musica a Duisburg ed Essen, fece il suo debutto a Münster nel 1961. Nel 1965 si unì alla Deutsche Oper am Rhein, dove rimase per il resto della sua carriera. Ridderbusch aveva una voce potente e ricca che copriva due ottave, che gli consentì di aggiungere ruoli di basso-baritono alle parti di basso puro.
Anche se cantò in ruoli come Seneca ne L'incoronazione di Poppea, Boris Godunov e Falstaff, la sua figura è principalmente associata al repertorio di Richard Wagner. Con Wagner debuttò al Festival di Bayreuth nel 1967. Fu uno dei più grandi e convincenti interpreti del personaggio di Hans Sachs ne I maestri cantori di Norimberga (degna di nota l'interpretazione del 1974 a Bayreuth).
Le sue dichiarate simpatie neonaziste, però, gli preclusero diverse possibilità lavorative: il direttore Georg Solti, ebreo, non lo volle proprio nel ruolo di Sachs in un allestimento a Chicago de I maestri in forma di concerto.
Ridderbusch apparve in molti teatri di fama mondiale, fra cui La Scala di Milano (dal 1966), il Metropolitan Opera di New York (1967), la Staatsoper di Vienna (1968), la Royal Opera House ed Covent Garden di Londra (1971). Ha inoltre cantato al Festival di Salisburgo.
È passata alla storia la sua interpretazione di Gesù nella prima incisione su strumenti d'epoca della Passione secondo Matteo di Johann Sebastian Bach, sotto la direzione di Nikolaus Harnoncourt.